# Martin Hobek
Martin Hobek (* 19. Juni 1969 in Wien) ist ein österreichischer Politiker der Freiheitlichen Partei Österreichs (FPÖ). Von 2015 bis 2020 war er Abgeordneter zum Wiener Landtag und Mitglied des Wiener Gemeinderates.

## Leben

### Ausbildung und Beruf
Martin Hobek besuchte nach der Volksschule und der Unterstufe des Gymnasiums eine Handelsakademie. Nach der Matura begann er 1988 ein Studium der Geschichte, das er 1995 mit einer Diplomarbeit über Die Dilemmata und politischen Widersprüche der Christlichsozialen in Kärnten in den Jahren 1933 und 1934 anhand einer Analyse des Kärntner Tagblattes an der Universität Wien als Magister abschloss. Seit 1992 ist er publizistisch als Buchautor und Journalist tätig, unter anderem schrieb er für Die Aula und Der Eckart. 1995/96 absolvierte er den Wehrdienst, von 1999 bis 2001 machte er eine Ausbildung zum Fremdenführer. Von 1997 bis 2015 war er Mitarbeiter im Klub der Wiener Freiheitlichen, ab 2006 Integrationsreferent. Im November 2018 veröffentlichte er im Leopold Stocker Verlag eine Biografie über Vizekanzler und FPÖ-Chef Heinz-Christian Strache.

### Politik
Seit 1988 ist er Mitglied der FPÖ in Rudolfsheim-Fünfhaus, wo er von 1994 bis 2015 als Bezirksrat der Bezirksvertretung angehörte und von 1998 bis 2005 sowie von 2010 bis 2015 als Klubobmann fungierte. 1994 war Hobek an der Neugründung des Ringes Freiheitlicher Studenten beteiligt. Am 24. November 2015 wurde er zu Beginn der 20. Wahlperiode als Abgeordneter zum Wiener Landtag und Gemeinderat angelobt, wo er dem Gemeinderatsausschuss für Soziales, Gesundheit und Sport angehört und als Behindertensprecher der FPÖ fungiert. Außerdem ist er Mitglied der Gemeinderätliche Behindertenkommission und im Kuratorium Psychosoziale Dienste in Wien sowie im Vorstand der Krankenfürsorgeanstalt (KFA) der Bediensteten der Stadt Wien. Nach der Landtags- und Gemeinderatswahl in Wien 2020 schied er mit 24. November 2020 aus dem Landtag aus.

## Publikationen (Auswahl)
- 1993: 75 Jahre Republik: österreichische Bürgermeister im Gespräch,  Freiheitliches Bildungswerk, Wien 1993,  ISBN 978-3-901292-03-3
- 1997: Geschichte der Ungarndeutschen, Eckartschrift 142, Österreichische Landsmannschaft, Wien 1997
- 1999: Der Rest ist Österreich! Zum Vertrag von Saint-Germain-en-Laye 1919, Eckartschrift Heft 150, Österreichische Landsmannschaft, Wien 1999,
- 2004: Irrtümer in Rot-Weiß-Rot ... und wie es wirklich war, Eckartschrift 172, Österreichische Landsmannschaft,  Wien 2004, ISBN 978-3-902350-09-1
- 2010: Ungewöhnlich deutsch: Beiträge aus besonderem Blickwinkel, Eckartschrift 200, Österreichische Landsmannschaft, Wien 2010, ISBN 978-3-902350-37-4
- 2014: Hans Kudlich, der Bauernbefreier, Alldeutsches Jahrbuch 2014/15, Jahrweiser-Verlag[7]
- 2017: Lettlands deutsche Geschichte(n), Eckartschrift 228, Österreichische Landsmannschaft, Wien 2017, ISBN 978-3-902350-65-7
- 2018: HC Strache: Vom Rebell zum Staatsmann, Leopold Stocker Verlag, Graz 2018, ISBN 978-3-7020-1771-2
- 2022: Bare Münze erzählt deutsche Geschichte, Eckartschrift 250, Österreichische Landsmannschaft, Wien 2022, ISBN 978-3-902350-87-9